# Ailia coila
Ailia coila — тропічний вид риб ряду сомоподібні, єдиний представник роду Ailia (Айлія), типового роду родини Ailiidae. Наукова назва походить від грецького слова aiolias, що є одним з назв «риби».

## Опис
Тіло видовжене, міцне, профіль черева трохи вигнутий. Риби можуть виростати до 30 см, звичайний розмір — близько 18 см. Голова коротка. Морда трохи витягнута, кирпата. Очі великі. Рот нижній. Є 4 пари вусів, з яких 3 пари на нижній щелепі довші за 1 пару на верхній. Спинний плавець відсутній. Жировий плавець крихітний. Грудні плавці помірно великі. Анальний плавець довгий. Хвостовий плавець добре розвинений, розрізаний.
Забарвлення сріблясте, плавці сіруваті по краях, хвостовий часто має чорну облямівку.

## Спосіб життя
Це пелагічні риби. Зустрічаються в прісних та солонуватих водоймах, зазвичай на мілині. Тримаються у верхніх та середніх шарах води. Здатні утворювати невеличкі косяки. Активні на світанку та вдень. Живляться дрібними водними безхребетними та рибою. Нерестяться парами.

## Розповсюдження
Мешкають у водоймах Пакистану, Індії, Непалу і Бангладеш.

## Рибальство
Цей сом є об'єктом рибальства, дуже цінується як харчова риба.